# Bengt Colliander

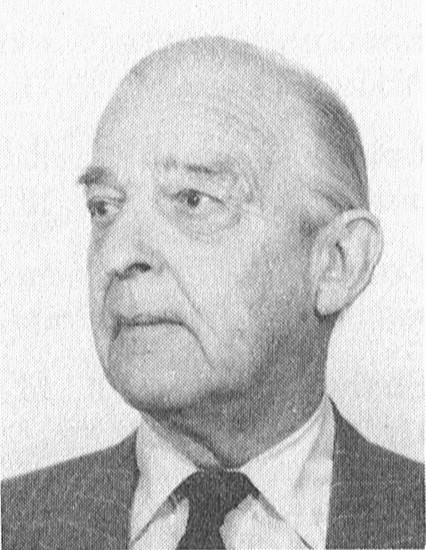
Bengt Colliander

Bengt Petrus Erland Colliander, född 21 november 1911 i Holms församling, Västernorrlands län, död 27 september 1997 i Stockholm, var en svensk militär och hovman. Han var son till Gunnar Colliander.
Colliander avlade studentexamen i Kristianstad 1930. Han blev fänrik vid Wendes artilleriregemente 1933 och löjtnant där 1937. Colliander genomgick Artilleri- och ingenjörhögskolan 1934–1936, Ridskolan 1937–1938, Krigshögskolan 1942–1944 och Försvarshögskolan 1954. Han blev kapten vid regementet 1941 och vid generalstabskåren 1947, major där 1952. Colliander var arméchefens adjutant och chef för pressavdelningen vid arméstaben 1952–1957, försvarsattaché i Helsingfors 1958–1961, militärassistent vid försvarsstaben och chef för försvarsavdelningen vid Postverket 1964–1974. Han befordrades till överstelöjtnant  vid generalstabskåren 1956 och till överste vid Svea artilleriregemente 1964, i reserven 1967. Colliander blev adjutant hos kungen 1956, överadjutant 1964 och tjänstgörande kammarherre hos honom 1973. Han var tjänstgörande hovmarskalk hos kungen 1974–1980. 
Colliander var nämndeman i Svea hovrätt, ordförande i Stockholms stifts stiftsråd, ordförande i Hovförsamlingens kyrkostämma, ledamot av hovkonsistorium och ledamot av 1975 års kyrkomöte. Han var ordförande i hembygdsföreningen på Östermalm 1980–1992 och blev hedersordförande där 1994. Colliander publicerade militärpolitiska artiklar i dags- och fackpress. Han blev riddare av Svärdsorden 1952 och kommendör av Nordstjärneorden 1974. Colliander mottog H.M. Konungens medalj i tolfte storleken med Serafimerordens band 1979. Han vilar på Kviinge kyrkogård.